# Wilhelm Kritzinger
Wilhelm Kritzinger (ur. 14 kwietnia 1890 w Grünfier, zm. 25 kwietnia 1947 w Norymberdze) – w czasie III Rzeszy sekretarz stanu w Kancelarii Rzeszy.

## Życiorys
Skończył prawo. W czasie I wojny światowej służył na froncie. Doszedł do stopnia podporucznika. W latach 1918–1920 przebywał we francuskiej niewoli. Po powrocie do Niemiec w 1921 został asesorem, a potem rozpoczął pracę w Ministerstwie Sprawiedliwości. Od 1930 radca ministerialny. W 1934 Kritzinger był zaangażowany w pracę nad ustawą legalizującą tzw. „Noc długich noży” z 30 czerwca 1934.
Od 1938 z powodu sporów kompetencyjnych z Gestapo dotyczących „aresztu prewencyjnego” na własną prośbę został przeniesiony na stanowisko dyrektora ministerialnego i kierownika wydziału do Kancelarii Rzeszy. Dopiero wówczas wstąpił do NSDAP.
Na przełomie lat 1939 i 1940 brał udział w przygotowywaniu rozporządzeń przeciwko „szkodnikom narodu” i w 11. rozporządzenia do ustawy o obywatelach Rzeszy, które stało się podstawą do grabieży mienia niemieckich Żydów przed deportacją. 20 stycznia 1942 uczestniczył w konferencji w Wannsee i był jej najstarszym uczestnikiem. Jako jedyny z zebranych wyrażał wątpliwości co do projektu „ostatecznego rozwiązania kwestii żydowskiej”, jako że Hitler zapewnił go, że tak drastyczne środki nie będą zastosowane. Reinhard Heydrich odpowiedział, że Hitler oficjalnie nie popiera takiej polityki, jednak podjęta w sekrecie decyzja wymordowania Żydów obliguje go do poparcia tego projektu nawet bez pisemnego rozkazu Hitlera.
W listopadzie 1942 roku został sekretarzem w Kancelarii Rzeszy, odpowiedzialny za jej wszystkich pięć wydziałów. Na przełomie 1942 i 1943 dalej pracował przy projektowaniu prawa mającego pozbawić Żydów kolejnych praw.
W kwietniu 1945 Wilhelm Kritzinger uciekł z Berlina. W rządzie Dönitza we Flensburgu był sekretarzem stanu. Po zakończeniu wojny był internowany w Bruchsalu. W kwietniu 1946 został zwolniony i osiem miesięcy później ponownie aresztowany. Podczas przesłuchania na procesie w Norymberdze mówił o wstydzie z powodu nazistowskich zbrodni. Został zwolniony w październiku 1946 roku na krótko przed śmiercią.